# Mesogyne insignis
Mesogyne insignis là một loài thực vật thuộc họ Moraceae. Loài này có ở São Tomé và Príncipe và Tanzania.